# كليف باروز
كليف باروز (بالإنجليزية: Cliff Barrows)‏ هو مغني أمريكي، ولد في 6 أبريل 1923 في سيريس في الولايات المتحدة، وتوفي في 15 نوفمبر 2016 في تشارلوت في الولايات المتحدة.

## وصلات خارجية
- كليف باروز على موقع ميوزك برينز (الإنجليزية)
- كليف باروز على موقع ديسكوغز (الإنجليزية)